# Večerní písně
Večerní písně (1859) je název sbírky lyrických milostných básní českého básníka Vítězslava Hálka. Jedná se o básníkovu lyrickou prvotinu (ne o jeho prvotinu vůbec, tou je romantická epická skladba Alfred z roku 1858). Před vydáním sbírky autor nejprve některé z básní otiskl roku 1858 v almanachu Máj.

## Obsah sbírky

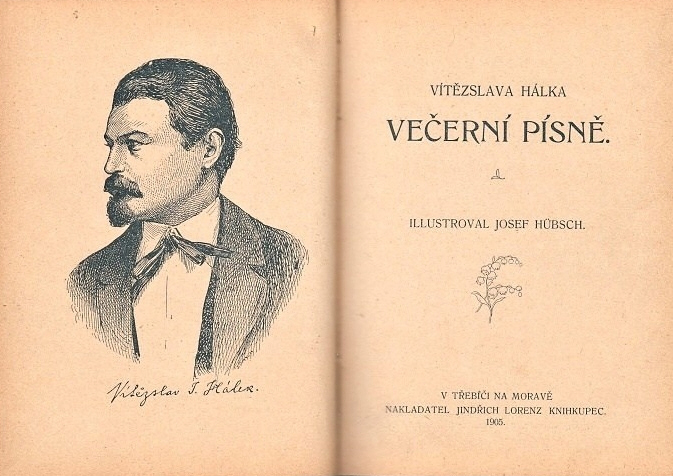
Vydání sbírky z roku 1905

Sbírka obsahuje definitivní podobu šedesáti pěti krátkých milostných básní, které autor napsal pro svoji žačku a pozdější manželku Dorotku Horáčkovou. Básně nemají nadpisy, jsou pouze číslovány, mají písňovou formu s jednoduchým rýmem, často gramatickým. Svou prostotou připomínají lidové písně, vyvolávají dojem bezprostřednosti a jejich větná stavba se vyznačuje přirozenou hovorovostí.
Obsahem sbírky je vyjádření pocitu šťastné lásky. Protože je milostný vztah pro básníka nejvyšší nadčasovou životní hodnotou, postrádá jeho zobrazení téměř jakýkoliv erotický podtext, a milovaná dívka není charakterizována svou tělesnou krásou. Láska je ve sbírce opěvána jako obecná, všepronikající kosmická síla dávající světu smysl.
Tys jenom ještě poupátko,

jež sotva vzešlo do světa,

a přece na Tvé tváři už

překrásná růže vykvétá.

A růže ta tak spanilá

a tak milounké vůně,

že duše k ní zahořela

a srdce po ní stůně.

## Ohlas a kritika sbírky
Odborná veřejnost hned po vydání sbírky poukazovala na její nepůvodnost, protože Hálek se při její tvorbě nechal inspirovat dílem německého básníka Heinricha Heineho. Zaměření sbírky na jediné intimní téma se stalo zdrojem kritiky Jana Nerudy, který poukazoval na určitou jednotvárnost poezie ve sbírce. Josef Svatopluk Machar zase mimo jiné kritizoval sémantickou jednoduchost veršů a jejich údajnou obsahovou naivitu.
Širší vrstvy čtenářů však přijaly sbírku kladně, protože lehce srozumitelné verše, plné radostných a milých obrazů, byly pro ně v době Bachova absolutismu povzbuzením. Sbírka také ovlivnila mladší autory z okruhu ruchovců, zejména J. V. Sládka. Některé básně ze sbírky byly dokonce zhudebněny, roku 1876 Antonínem Dvořákem a roku 1879 Bedřichem Smetanou.